# Hastinapur
Hastinapur ou Hastinapura (hindi : हस्‍तिनापुर, sanskrit : हस्‍तिनापुर, IAST : hastināpura) est une ville et un nagar panchayat de l'Uttar Pradesh, en Inde.

## Légende et histoire
Hastinapur fut la capitale légendaire du royaume des Kaurava, appartenant à la dynastie des rois de Kuru. Le trône de la ville était l'enjeu de la guerre de Kurukshetra que met en scène le Mahābhārata, la grande épopée indienne. Tous les évènements du Mahābhārata eurent lieu dans cette cité. La toute première référence à Hastinapur, dans l'histoire indienne, est la mention de la ville en tant que capitale de l'empereur légendaire Bharata.
À l'époque moghole, Hastinapur et sa région étaient gouvernés par un Gurjar, le Raja Nain Singh Nagar, qui construisit de nombreux temples dans Hastinapur et en dehors.

## Localisation actuelle
De nos jours, Hastinapur est une ville de la région du Doāb, en Uttar Pradesh, située à environ 37 km de Meerut et à 106 km au nord-est de Delhi, sur la route nationale 119 Delhi-Meerut-Bijnore. La route vers Hastinapur est verdoyante, avec des fermes de cannes à sucre de chaque côté. La municipalité a été rétablie par Jawaharlal Nehru le 6 février 1949 ; elle comptait 21 248 habitants lors du recensement de 2001.